# Al-ḥamdu li-l-lāh
Al-ḥamdu li-l-lāh (arabe : ٱلْحَمْدُ لِلَّٰهِ, « Dieu soit loué », littéralement, « louange à Allah ») est une expression d'action de grâce, principalement utilisée par les musulmans. Le fait de réciter al hamdu li-lah s'appelle Tahmid. Elle est très utilisée du fait de sa présence  dans le Coran où elle apparaît cinq fois, dont trois fois en tête de sourate et deux fois dans le corps d'une sourate, et en particulier dans le deuxième verset de la première sourate, Al-Fatiha. 

Al-ḥamdu li-l-lāh.

Elle est employée par l’ensemble des habitants actuels ou anciens du monde arabe, qu’ils soient musulmans, juifs de langue arabe[réf. souhaitée], ou chrétiens.

## Signification dans l'islam

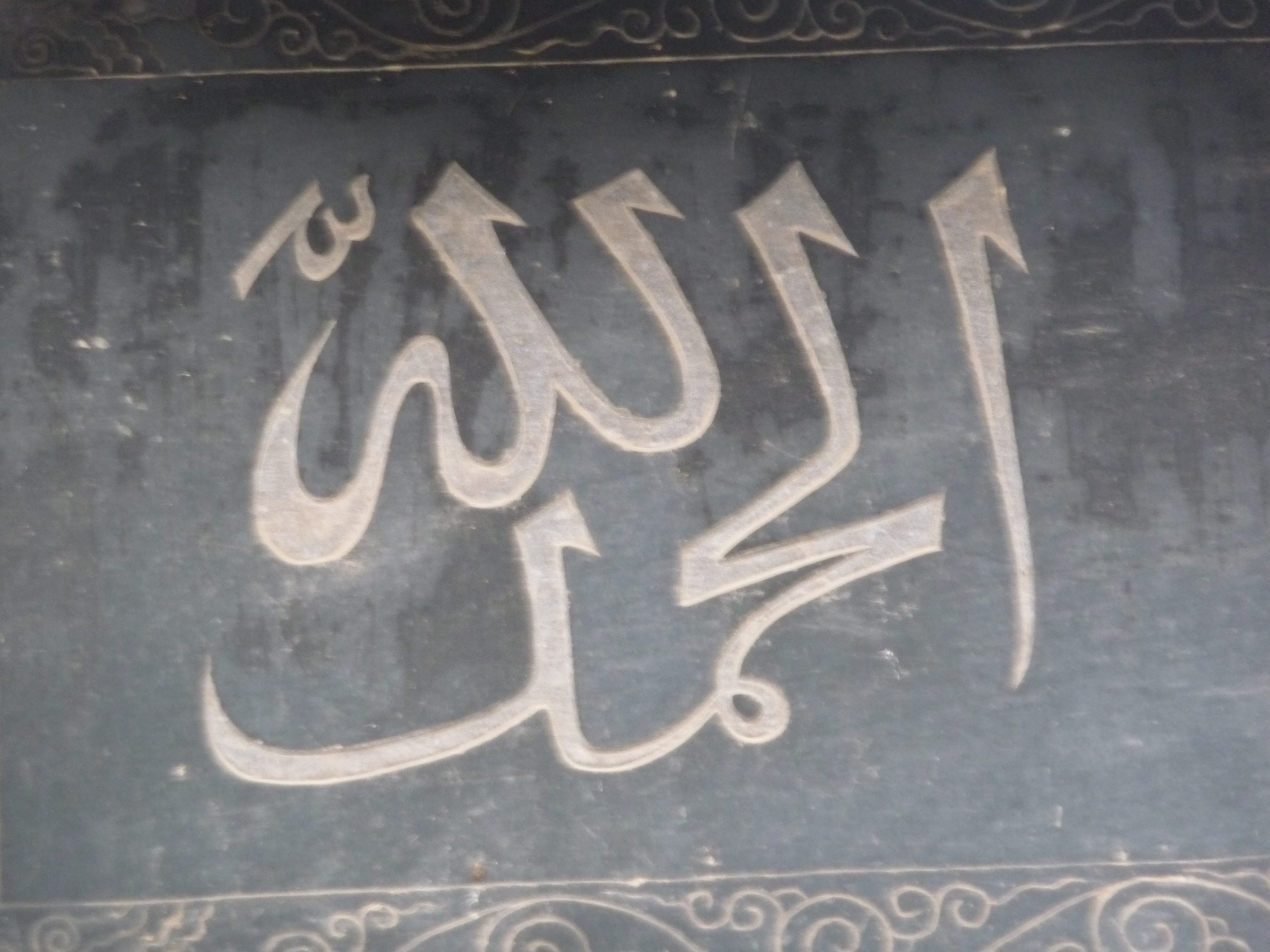
Al-hamdu li-l-lâh à la grande mosquée de Xi'an (Chine).

Dans l'islam, cette expression est une formule de louange de Dieu. Car celle-ci devrait être permanente: la louange est un état, pas une action extérieure en tant que telle. Le Coran invite le croyant à la louange. Par exemple: « Célèbre, soir et matin, les louanges de ton Seigneur! » ou encore « Célèbre les louanges de ton Seigneur quand tu te lèves. Glorifie-le une partie de la nuit et au déclin des étoiles. » C'est la raison pour laquelle le croyant musulman utilise fréquemment dans la vie quotidienne des formules de louange et de glorification, dont celle qui fait l'objet de cet article.  
D'ailleurs, il est conseillé de glorifier ou de louer Dieu en utilisant les formules consacrées par le Coran ou par Mahomet. Pour le Coran, celle qui termine la sourate 37, v. 180-182, est très importante dans la liturgie et le dernier verset se termine par la formule « Louange à Dieu, le Seigneur des mondes ». Quant au Prophète, il recommandait de réciter après chaque prière trente-trois fois chacune de ces formules: Subhâna Allah (Dieu soit glorifié), puis  al-hamdu li-l-lâh, et enfin Allahu akbar.   

## Signification et usage
Dans l'islam, cette expression est aussi une formule pour exprimer le contentement. Mais attention, lorsqu'un individu éructe ou a des flatulences, il 
ne peut pas exprimer l'expression al-hamdu li-l-lâh.

## Emploi par les chrétiens
Le mot « Allah » était bien connu dans l'Arabie préislamique, et on le trouve dans plusieurs inscriptions de l'Arabie du Nord et il est régulièrement utilisé par les chrétiens du Proche Orient et dans les traductions de la Bible en arabe. Il peut d'ailleurs aussi être utilisé par des juifs de langue arabe,. 
Selon les traductions de la Bible en arabe, on trouve aussi la même expression (ou presque) de louange. Ainsi, par exemple, dans cette traduction de Romains 14,11: « et toute langue rendra gloire à Dieu » rendu en arabe par « wa-bi-hamdi Allahi yusabbih kullu lisânin ». Par ailleurs, la Bible invite le croyant à « offr[ir] à Dieu un sacrifice de louange (arabe: dabihat al-hamd) en tout temps, c'est-à-dire le fruit des lèvres qui confessent son nom ». Les chrétiens arabes utilisent donc aussi fréquemment la formule, et on trouve par exemple sur telle page internet la phrase al-hamdu li-l-lâh 'alâ na'imat al-massîh, soit « louange à Dieu pour la bénédiction du Messie »,. 